# Денега Микола Михайлович
Денега Микола Михайлович (Білий, Грицько, Кривавич, Ярема; 1925, Слобідка Більшівцівська, Галицький район, Івано-Франківська область — 1955) — лицар Бронзового хреста бойової заслуги УПА та Бронзового хреста заслуги УПА.

## Життєпис
Стрілець сотні УПА «Буйні» на Тернопільщині (05.08.1944), керівник Бурштинського районного проводу ОУН. 24.08.1954 р. захоплений у полон під час бою з опергрупою КДБ у с. Бабухів Рогатинського р-ну.
Хорунжий СБ (?); відзначений Бронзовим хрестом бойової заслуги (1953) та Бронзовим хрестом заслуги (1953).